# Smaragdgrön lundmätare
Smaragdgrön lundmätare (Hemistola chrysoprasaria) är en art i insektsordningen fjärilar som tillhör familjen mätare.

## Kännetecken
Denna mätare har en vingbredd på cirka 28 till 34 millimeter och dess karakteristiska ljust blågröna färg gör att förväxlingsrisken med andra arter är liten. Tvärs över vingarna finns tunna vita linjer, två på varje framvinge och en på varje bakvinge och även vingfransarna, antenner och huvud är vita. 

## Utbredning
Utbredningsområdet omfattar delar av Europa, Nordafrika och tempererade Asien, från Spanien och Storbritannien i väster till Amur i öst. I Tyskland och Estland saknas den i de norra delarna. Den finns även i Danmark och Sverige, men är inte känd från Finland.

### Status
I Sverige betraktas den smaragdgröna lundmätaren som starkt hotad. Den var tidigare mer utbredd i de sydöstra delarna av landet, men idag finns den troligen endast kvar i ett fåtal områden. De största hoten mot arten är igenväxning och övergödning av dess habitat, som är betade stäppartade ängar och torra backar, eller omvandling av dessa till vallar.

## Levnadssätt
Som larv lever den smaragdgröna lundmätaren på olika ranunkelväxter, som backsippa, fältsippa, skogsklematis, klockklematis och styvklematis. Vilken värdväxt som är den dominerande varierar mellan olika delar av utbredningsområdet, beroende på förekomst. 